# Bridelia retusa
Bridelia retusa är en emblikaväxtart som först beskrevs av Carl von Linné, och fick sitt nu gällande namn av Adrien Henri Laurent de Jussieu. Bridelia retusa ingår i släktet Bridelia och familjen emblikaväxter. Inga underarter finns listade i Catalogue of Life.

## Bildgalleri

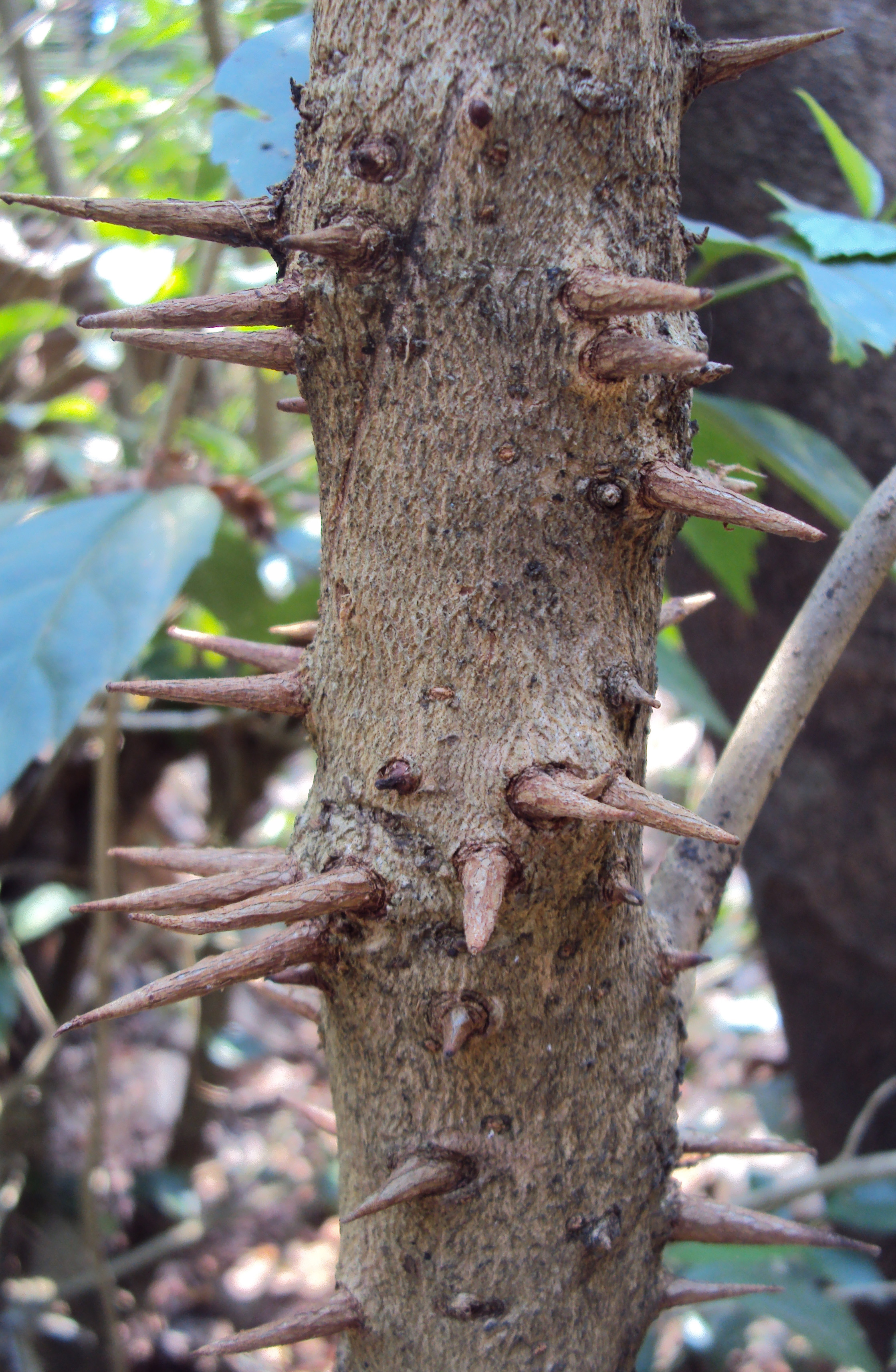